# Petříkov (district de České Budějovice)
Pour les articles homonymes, voir Petříkov.
Petříkov (en allemand : Petersin) est une commune du district de České Budějovice, dans la région de Bohême-du-Sud, en République tchèque. Sa population s'élevait à 302 habitants en 2023.

## Géographie
Petříkov se trouve à 9 km à l'est de Trhové Sviny, à 25 km au sud-est de České Budějovice et à 139 km au sud-sud-est de Prague.
La commune est limitée par Jílovice au nord, par Suchdol nad Lužnicí au nord-est, par Nové Hrady à l'est et au sud, par Olešnice au sud-ouest et à l'ouest, et par Borovany à l'ouest.

## Histoire
Un moulin appartenant à Martina Petrik est mentionné dans un document de 1591. Le village de Petrikov est fondé en 1790 à l'initiative du comte Johann Buquoy.

## Administration
La commune se compose de deux sections :
- Petříkov
- Těšínov (comprend le hameau de Jiříkovo Údolí)

## Galerie

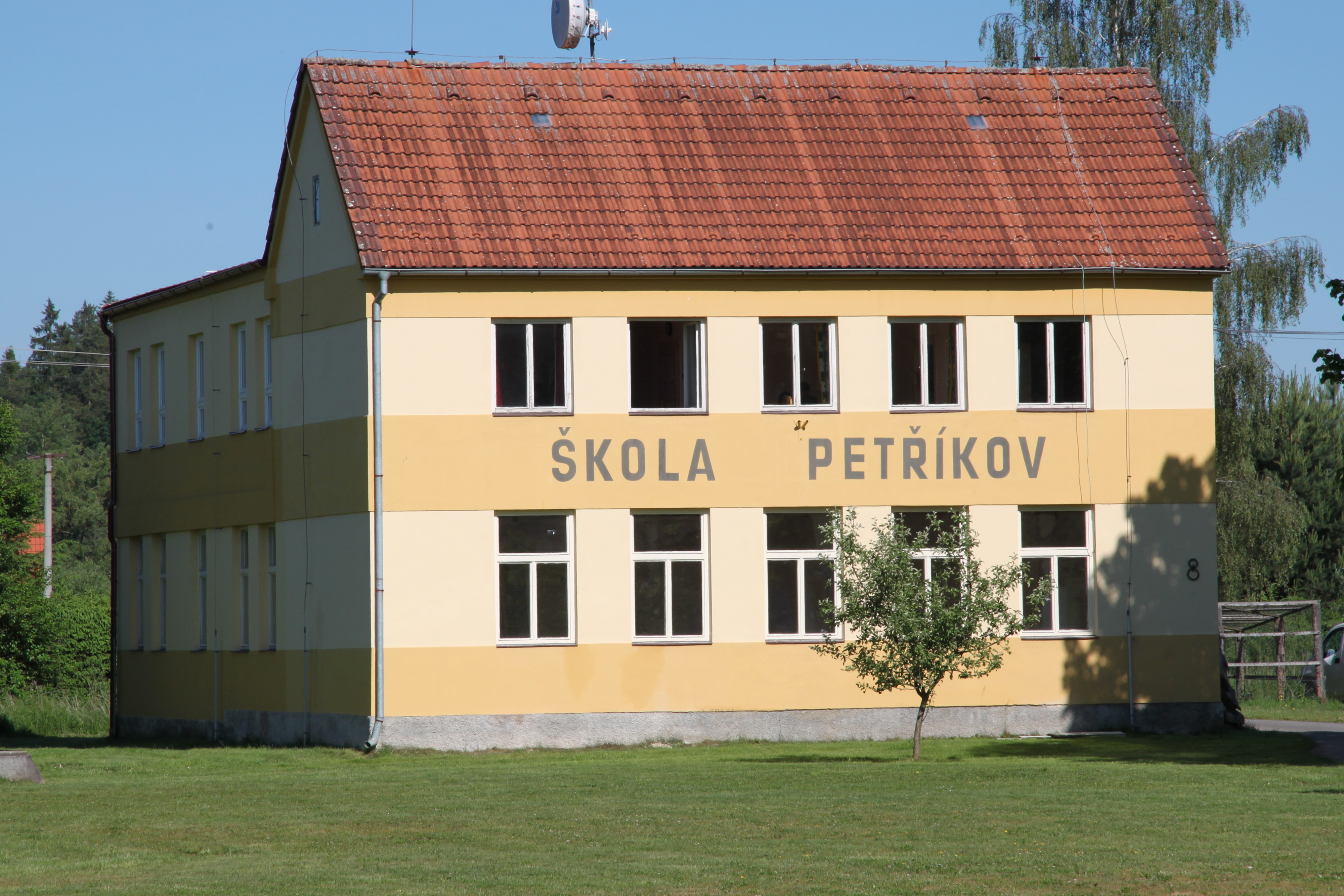
École à Petříkov.
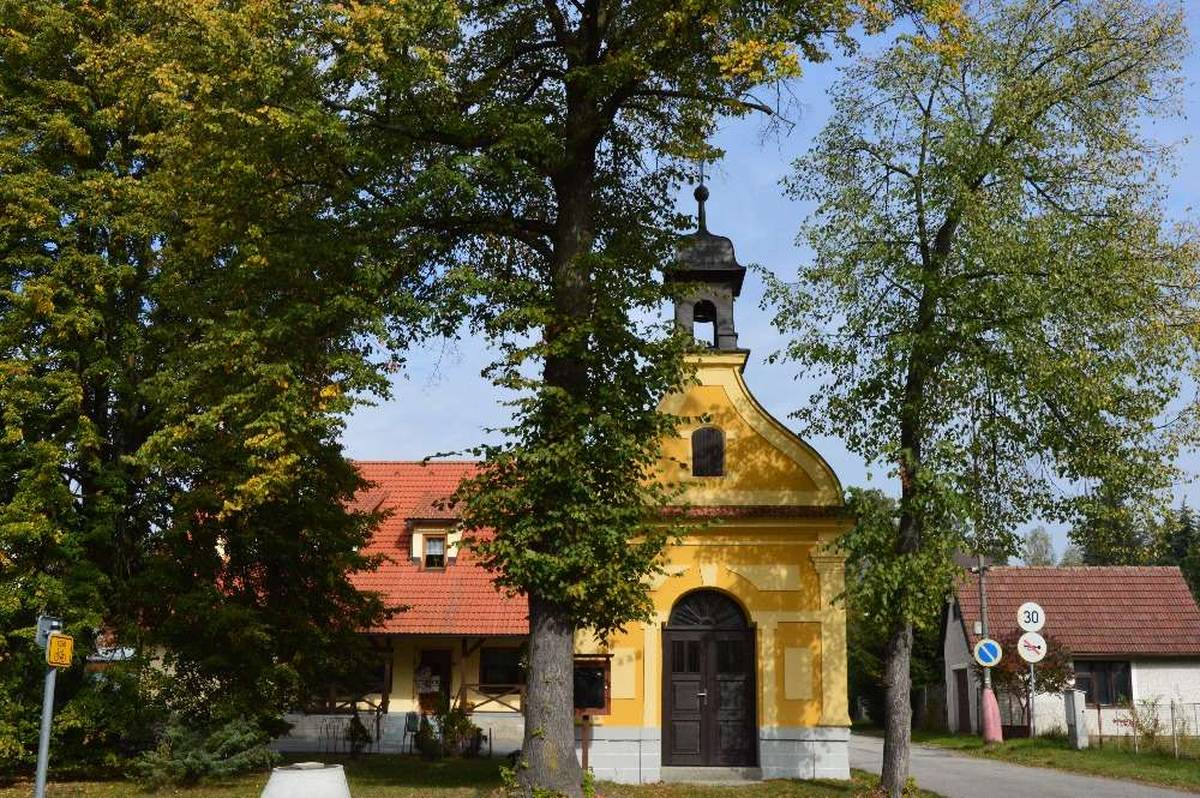
Chapelle à Petříkov.

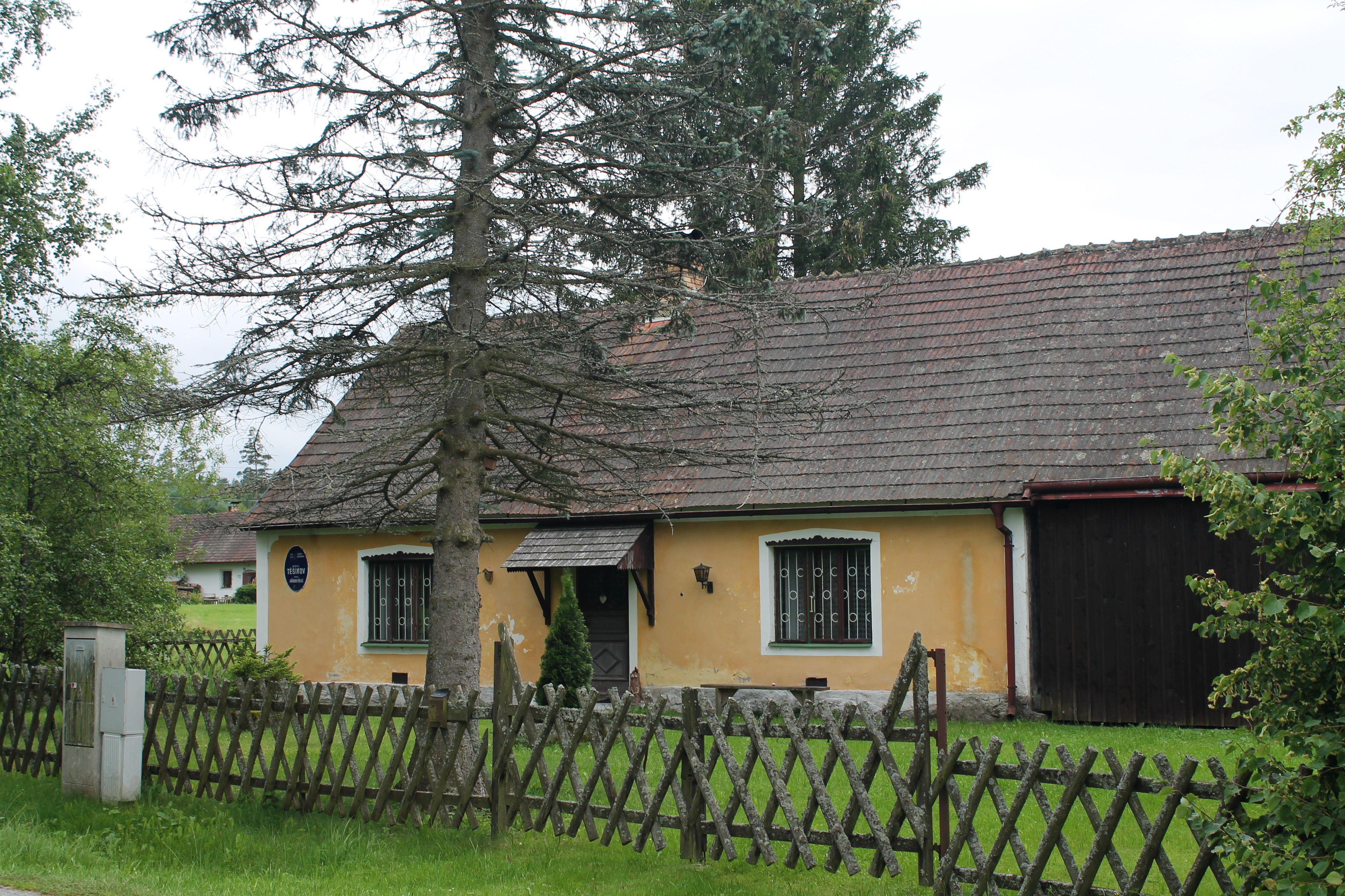
Maison à Jiříkovo Údolí.
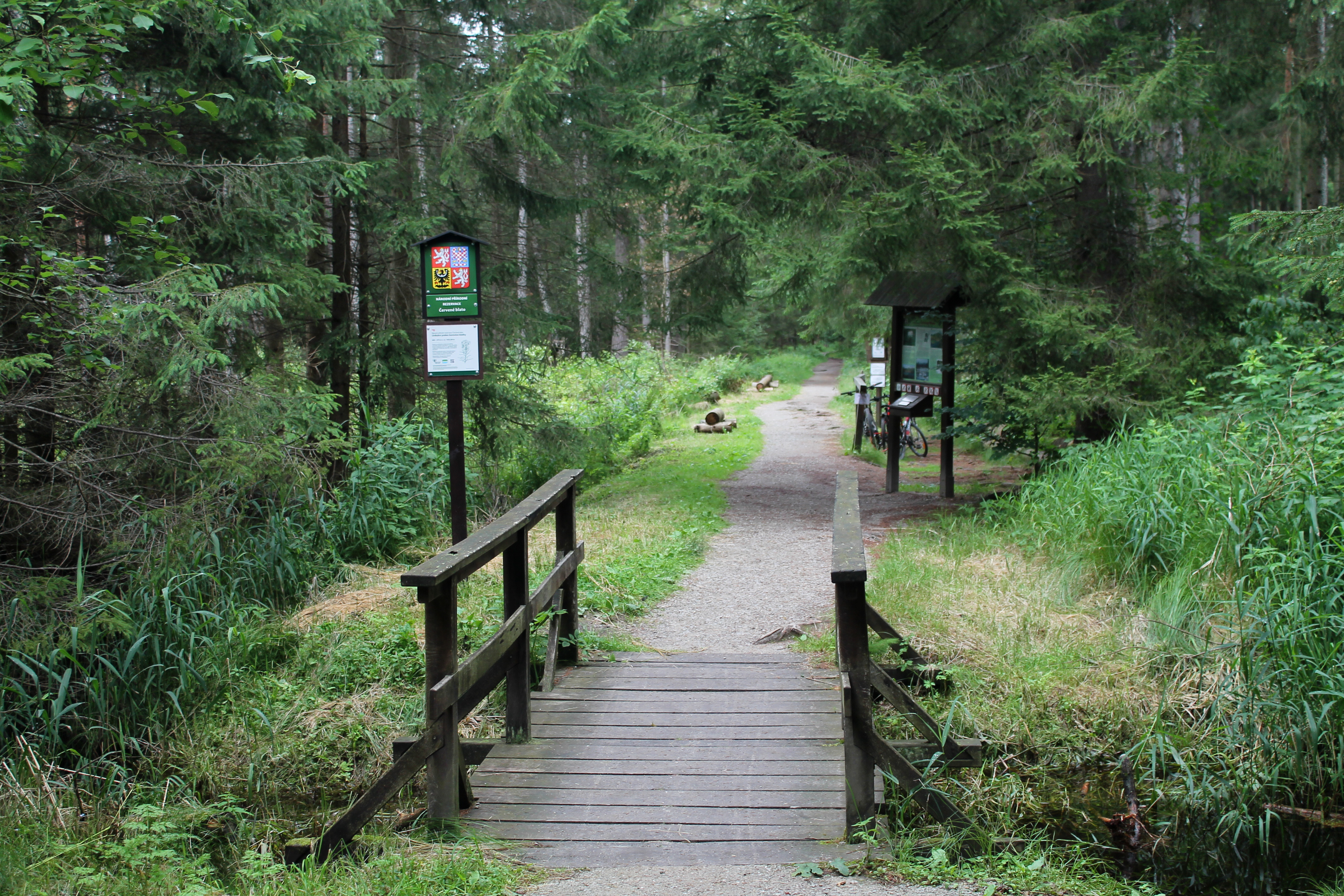
Zone naturelle protégée.

## Transports
Par la route, Petříkov se trouve à 10 km du centre de de Trhové Sviny, à 31 km de České Budějovice et à 165 km de Prague.